# Allochorema reclivatum
Allochorema reclivatum är en nattsländeart som beskrevs av Arturs Neboiss 1962. Allochorema reclivatum ingår i släktet Allochorema och familjen Hydrobiosidae. Inga underarter finns listade i Catalogue of Life.